# Малое Троицкое
Ма́лое Тро́ицкое  — деревня Назаровского сельского округа Назаровского сельского поселения Рыбинского района Ярославской области .
Деревня расположена на северо-восток от микрорайона Слип города Рыбинск. Она стоит на краю обширного поля, окружающего город, к северу и востоку от него начинаются леса. Деревня стоит к юго-западу от дороги, связывающей посёлок Майский с деревней Сельцо. Деревня Большое Троицкое расположена с другой стороны этой дороги .
На 1 января 2007 года в деревне числилось 5 постоянных жителей . Деревню обслуживает городское почтовое отделение Рыбинск-9 .